# Горничево
Горнѝчево (на гръцки: Κέλλη, Кели, катаревуса: Κέλλα, Кела, до 1926 година Γκορνίτσοβο, Горницово или на катаревуса Γκορνίτσοβον, Горницовон) е село в Гърция, в дем Суровичево (Аминдео), област Западна Македония.

## География
Селото е разположено на 27 километра източно от град Лерин (Флорина) и на 22 километра северно от демовия център Суровичево (Аминдео) в проход в планината Малка Нидже.

## История

### В Османската империя
Определяща роля в историята на селището играе неговото местоположение – в прохода, осигуяващ достъп от Леринското поле и цяла Пелагония към Воден и Солун. Този проход е отбраняван от голяма средновековна крепост, чийто руини все още се виждат. Учените смятат, че тук е бил разположен и античният град Кела, който според античните автори е бил спирка на римския път Виа Егнация. Мястото на града все още не е установено със сигурност, но той е имал изглед и към Петърското и към Островското езеро и идентификацията с Горничево е доста вероятна.
Селото се споменава за пръв път в османски дефтер от 1468 година под името Горничево с 20 домакинства. В 1481 броят на домакинствата се увеличава на 33. Във втората половина на XV век селото е дервентджийско.
Около 1840 година имотите на селото са заграбени насилствено от Иляз паша и то е превърнато в чифлигарско. По-късно жителите успяват да се откупят.
В 1845 година руският славист Виктор Григорович минава през Горничево и го описва в „Очерк путешествия по Европейской Турции“  като българско село.
В края на XIX век Горничево е чисто българско село. Църквата „Успение Богородично“ е от XIX век.
Александър Синве („Les Grecs de l’Empire Ottoman. Etude Statistique et Ethnographique“), който се основава на гръцки данни, в 1878 година пише, че в Икорничовон (Ikornitchovon), Мъгленска епархия, живеят 690 гърци, а в Торнисело (Tornicello), също Мъгленска епархия – 480 гърци.
В „Етнография на вилаетите Адрианопол, Монастир и Салоника“, издадена в Константинопол в 1878 година и отразяваща статистиката на населението от 1873 година, Горничево (Gornitchévo) е посочено като село със 160 домакинства с 522 жители българи и 50 жители цигани.
През септември 1879 година селото е нападнато от гръцкия андартски капитан Атанасиос Катарахия.
Стефан Веркович пише в 1889 година, че Горничево е село със 131 български семейства (635 жители) и 15 цигански мюсюлмански. Според статистиката на Васил Кънчов („Македония. Етнография и статистика“) в 1900 година Горничево има 960 жители българи.
На Етнографската карта на Битолския вилает на Картографския институт в София от 1901 година Горничево е чисто българско село в Леринската каза на Битолския санджак с 185 къщи.
След Илинденското въстание в началото на 1904 година цялото село минава под върховенството на Българската екзархия. По данни на секретаря на екзархията Димитър Мишев („La Macédoine et sa Population Chrétienne“) в 1905 година в селото има 1344 българи екзархисти.
Горничевци участват активно в съпротивата на ВМОРО срещу турската власт и гръцката въоръжена пропаганда в Македония. На 20 юли 1906 година – Илинден, многобройна андартска чета напада Горничево, но селската милиция я отблъсква, като гърците дават 17 убити.
При избухването на Балканската война в 1912 година четирима души от Горничево са доброволци в Македоно-одринското опълчение.

### В Гърция
По време на Балканската война в селото влизат гръцки части, а след Междусъюзническата Горничево попада в Гърция. За кратко селото е освободено от българската армия през Първата световна война, само за да бъде отново върнато в Гърция по Ньойския договор. Боривое Милоевич пише в 1921 година („Южна Македония“), че Горничево има 160 къщи славяни християни. През 1926 година селото е прекръстено на Кела. Жандармерийски доклад от 1931 година съдържа списък на „доказаните българи“ в селото. В междувоенния период част от жителите на селото емигрират в България.
След разгрома на Гърция от Нацистка Германия през 1941 година жителите на Горничево изпращат до германския военен комендант в Лерин молба, подписана от 12 души и е подпечатана със запазения печат на някогашното българско екзархийско училище. В молбата се казва
| „ | От 1700 души, 100 жители едвам са гъркомани. Останалите 1600 българи искат български общински съвет от следните лица: кмет – Иван Г. Попов и съветници... | “ |

В общинския съвет влизат Иван Попов, Георги Попташев, Найде Николов, Никола Караулев, Иван Трайков, Харите Кирилов, Димитър Рашов, Димитър Гагалов, Никола Шиков, Стефо Бемов. Селото пострадва от окупационните власти. През 1942 година делегация от Леринско изнася изложение молба до Богдан Филов, в което заявява: 
| „ | От село Горничево са задържани и бити 8 души, единият е осъден на смърт и присъдата изпълнена. | “ |

Селото пострадва значително и по време на Гръцката гражданска война – 226 души емигрират в Югославия, 10 семейства в България и 30 души в останалите социалистически страни. През 60-те години много горничевци емигрират отвъд океана.
Според изследване от 1993 година селото е чисто „славофонско“ и „македонският език“ в него е запазен отлично.
Съборът на Горничево е на 15 август – Света Богородица.
| Име                             | Име                                  | Ново име         | Ново име          | Описание                                            |
| ------------------------------- | ------------------------------------ | ---------------- | ----------------- | --------------------------------------------------- |
| Суйницата                       | Σουϊνίτσατα                          | Анилио           | Άνήλιο            | връх на ИЮИ от Горничево (950 m)                    |
| Янков рид                       | Γιάνκοφρητ                           | Корифи ту Яни    | Κορυφή τού Γιάννη | рид на И от Горничево                               |
| Балов рид                       | Μπάλοφτημ                            | Корифи ту Балу   | Κορυφή τού Μπάλου | рид на З от Горничево (976 m)                       |
| Чиков рид                       | Χσίκοφρητ                            | Корифи ту Цику   | Κορυφή τού Τσίκου | рид на З от Горничево                               |
| Стража                          | Στράζα                               | Агнандио         | Άγνάντιο          | връх на СЗ от Горничево (1111,3 m)                  |
| Стегало                         | Στέγαλο                              | Георгиу Станголи | Γ. Σταγγόλη       | връх на ЗСЗ от Горничево (928 m)                    |
| Занов Арджек                    | Ζάνωφ Άρζεκ                          | Хрисотопулу      | Χριστοπούλου      | връх на ССИ от Горничево (1129 m)                   |
| Шопо или Шопов рид              | Σόποφρητ                             | Корифи ту Соку   | Κορυφή τού Σόκου  | местност на С от Горничево                          |
| Скочила Страна                  | Σκότσαλα                             | Рома Йоану       | Ρώμα Ίωάννου      | връх на СИ от Горничево (1139 m)                    |
| Църков присой                   | Τσάρκοφ Πρίς                         | Анастасиу Рома   | Άναστ. Ρώμα       | местност на С от Горничево                          |
| Леско полена                    | Λέσκο Πολένα                         | Воскотопи        | Βοσκοτόπι         | местност на СЗ от Горничево                         |
| Цера полена или Церо полена     | Τσέρο Πολένα                         | Тамнотопос       | Θαμνότοπος        | местност на ССИ от Горничево                        |
| Гаркано Копач или Гаргано Копач | Γκαρκάνο Κόπατς или Γκαργκάνο Κόπατς | Фрахтес          | Φράχτες           | местност на ССЗ от Горничево                        |
| Богати дол                      | Μπογκάτι Ντόλ                        | Трипотамос       | Τριπόταμος        | река на ССЗ от Горничево                            |
| Злибанов рид                    | Ζλίμπανωφ Ρητ                        | Харил. Станголи  | Χαριλ. Σταγγόλη   | връх на СЗ от Горничево (970 m)                     |
| Роженско                        | Ρόζεντσκο                            | Ситариотико      | Σιταριώτικο       | местност на СЗ от Горничево                         |
| Байрако                         | Μπαϊρακο                             | Оросимон         | Όρόσημον          | връх на ССЗ от Горничево (1016,8 m)                 |
| Козова Кардина                  | Κόσβα Καρντίνα                       | Гидовоски        | Γιδοβοσκή         | връх на ССЗ от Горничево (1105,2 m)                 |
| Честако                         | Τσέστακο                             | Дендра           | Δένδρα            | връх на ЗСЗ от Горничево (921 m)                    |
| Църкова падина                  | Τσάρκοβα Παντίνα                     | Исома            | Ίσωμα             | връх на ССЗ от Горничево (1219 m)                   |
| Ирчкова яма                     | Ίρίτσκβα Γιάμα                       | Лакес            | Λάκκες            | връх на ССИ от Горничево (1224 m)                   |
| Милов Арджек                    | Μήλωφ Άρτζεκ                         | Анифора          | Άνηφόρα           | връх на С от Горничево (1288 m)                     |
| Кутлево                         | Κούτλεβο                             | Ватулома         | Βαθούλωμα         | местност на С от Горничево                          |
| Селище или Старо село           | Σέλιστο                              | Палиохори        | Παλιοχώρι         | връх на С от Горничево (1305 m)                     |
| Пищерата                        | Μπιστέρτα                            | Спилия           | Σπηλιά            | връх на ССИ от Горничево (1542 m)                   |
| Джака                           | Τζάκα                                | Зака             | Ζάκα              | връх на ССИ от Горничево (1606 m)                   |
| Босдо                           | Μπόσδο                               | Куфоксилия       | Κουφοξυλιά        | местност на С от Горничево                          |
| Церо полена                     | Τσέρο Πολένα                         | Дриотопос        | Δρυότοπος         | местност на ССИ от Горничево                        |
| Леско полена                    | Λέσκο Πολένα                         | Лептокариес      | Λεπτοκαρυές       | местност на СЗ от Горничево                         |
| Бързумище или Бързунище         | Μπαρζουμέσε                          | Анифорико        | Άνηφορικό         | местност на Ю от Горничево                          |
| Порка                           | Πόρκα                                | Гурунорема       | Γουρουνόρεμα      | река на ЮИ от Горничево, приток на Петърското езеро |
| Лесища                          | Λέσιστα                              | Факотопос        | Φακότοπος         | местност на ЮИ от Горничево по река Порка           |

### Преброявания
- 1913 – 1103 души
- 1920 – 1095 души
- 1940 – 1577 души
- 1951 – 1336 души
- 1961 – 1680 души
- 1971 – 1064 души
- 1981 – 877 души
- 2001 – 805 души
- 2011 – 683 души

## Личности
Родени в Горничево
- Алекси Минчев (1890 – ?), македоно-одрински опълченец, Първа рота на Десета прилепска дружина[27]
- Андрей Овчаров, завършил педагогическо училище в Загреб в 1883 г.[28]
- Аргир Георгиев, македоно-одрински опълченец, Трета рота на Пета одринска дружина[29]
- Геле Попов, български революционер, заедно с Минче Дорев е войвода на Горничевската чета от 25 души през Илинденско-Преображенското въстание.[30]
- Георги Попов Зисов (Γεώργιος Παπάς ή Ζήσης), гръцки андартски деец от трети клас[31]
- Георги Ромов (Γεώργιος Ρώμας), гръцки андартски деец от трети клас[31]
- Григор Сапунджиев (1876 – ?), гъркомански капитан
- Динос Йоану (Ντίνος Ιωάννου), гъркомански андартски деец[32]
- Доре Минчев (1885 – 1933), български революционер
- Иван Гагов, български революционер, деец на ВМРО и ВЗРО[33]
- Йоан Сапунджиев (1878 - 1958, Ιωάννης Σαπουντζής), гръцки андартски деец от трети клас[34]
- Иван Трайков (Ιωάννης Τράικος ή Χαλκίδας), гръцки андартски деец от трети клас, секретар на местния гръцки комитет, подпомага капитан Вардас и прави връзка с гръцкото консулство в Битоля, бяга от Горничево и се завръща чак през 1912 година[34]
- Коста Трайков (Κωνσταντίνος Τράικος), гръцки андартски деец от трети клас[34]
- Кръсто Лазаров, македоно-одрински опълченец, Втора рота на Единадесета сярска дружина[35]
- Лазар Гечев (Λάζαρος Γέτσιος), гръцки андартски деец от втори клас, информатор за действията на българския комитет[31]
- Лазар Джолев (Λάζαρος Τζόλας), гръцки андартски деец[36]
- Мина Чалков (1872 – 1952), гъркомански андартски капитан
- Мичо Поповски (1947 – 2017), спортен деец от Република Македония
- Найден Бъндев (1865 – ?), български революционер
- Найдо Шиков (1880 – ?), български революционер от ВМОРО
- поп Петре или Папапетрос Папатанасиос (Παπαπέτρος Παπαναστασίου), гръцки свещеник и андартски деец от трети клас, подпомага четата на Ставро Кочев,[37] през 1913 година убива българския деец Кирилов (Συρίλωφ),[31] през 20-те години на XX век заедно със Стефос Григориу обикалят Леринско и тероризират българското население като представители на Гръцкия-македонски юмрук[38]
- Петър Ширилов (1934 – 1988), писател от Социалистическа република Македония
- Пандо Шангов (1888 – 1928), български революционер
- Пецо Ромев (? – 1949), деец на ДАГ, командир на батальон от 18-а бригада, сражава се в битката за Негуш, на Синяк, на Кула - Плати на Вич, загина на 25 август 1949 година в битката на Грамос[39]
- Ставро Чогов (Σταύρος Τζόγας), гръцки андартски деец от трети клас[34]
- Стерьо Сапунджиев (1877 – 1961), гъркомански активист и кмет на Лерин
- Стойчо Иванов, деец на ВМОРО, войвода на чета в Леринско[40]
- Стойче Шакиров, български революционер, войвода на ВМОРО
- Танас Ташев, македоно-одрински опълченец, живеещ в Малко Търново, Щаб и Втора рота на Осма костурска дружина[41]
- Тане Стойчев (1874 – 1907), български революционер
- Ташко Ширилов (1938 – 2019), поет, писател и преводач от Северна Македония
- Трайкос (Халкидас) Йоргос (Τράικος Γεώργιος), гръцки андартски деец[32]
- Трифон Дупкаров (Τρύφων Δουπκαρίδης), гръцки андартски деец
- Христо Сапунджиев (Χρήστος Σαπουντζής), гръцки андартски деец от трети клас[34]

Български общински съвет в Горничево в 1941 година
- Иван Попов
- Георги Попташев
- Найде Николов
- Никола Караулов
- Иван Трайков
- Харите Кирилов
- Димитър Рашов
- Димитър Гагалов
- Никола Шиков
- Стефо Бемов[20]

Починали в Горничево
- Георги Икономов (? – 1902), гръцки андарт
- Георги Стоянов Михайлов, български военен деец, подпоручик, загинал през Първата световна война[42]
- Дончо Желязков Тончев, български военен деец, подпоручик, загинал през Първата световна война[43]
- Евангелос Николудис (? – 1906), гръцки андарт
- Иван Ангелов, български военен деец, поручик, загинал през Първата световна война[44]
- Иван Илиев Имуцов, български военен деец, капитан, загинал през Първата световна война[45]
- Петър Погончев (1875 – 1908), български революционер, деец на ВМОК и на ВМОРО
- Стефан Николов (1855 – 1902), български революционер
- Цеко Кръстев Станев, български военен деец, подпоручик, загинал през Първата световна война[46]